# Starckan

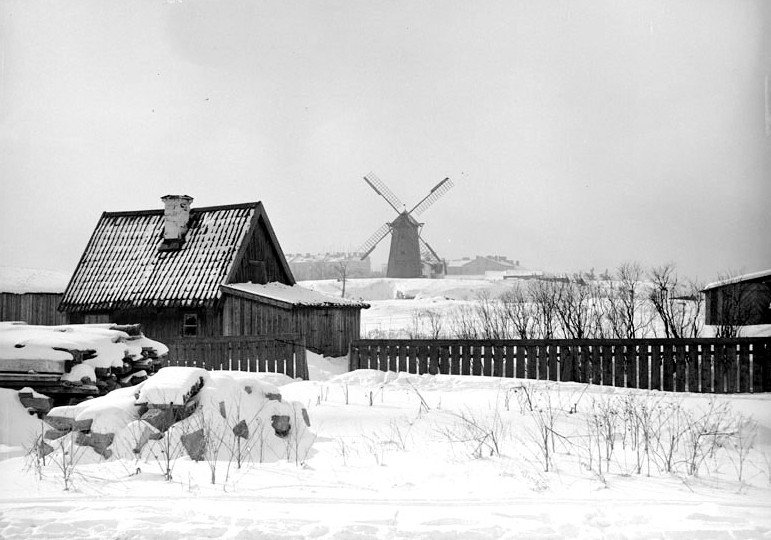
Kvarnen "Starckan" 1880-tal, foto: Carl Curman.

Starckan var en väderkvarn som låg på berget Eriksberg på Östermalm i Stockholm. Kvarnen byggdes 1805 av snickaråldermannen Johan Starck (därav namnet) och den revs i maj 1889. Strax norr om Starckan, på platsen för Engelbrektskyrkan, stod Engelbrektskvarnen (även kallad "Kvarnan närmast Lill-Jans"). Ibland blandas dessa båda kvarnar ihop.

## Historik

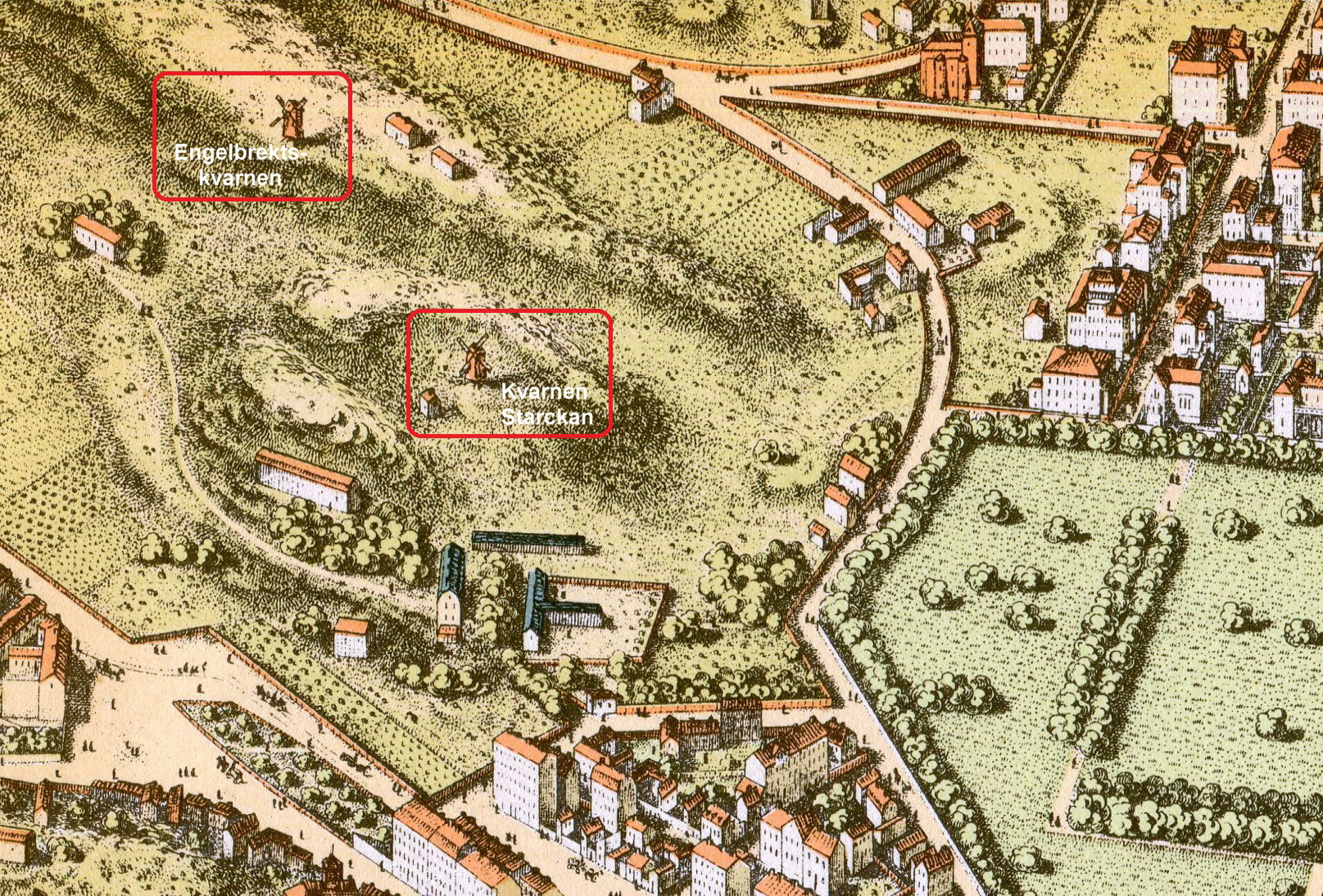
Eriksberg på Neuhaus' panorama, 1870.

I trakten vid dåvarande Ladugårdslandet och i närheten av Träsket låg på 1800-talets mitt två väderkvarnar. Den norra, Engelbrektskvarnen, kan ha uppförts 1775 (enligt datering på vindflöjeln). Det var en stolpkvarn som stod nära den plats där Engelbrektskyrkan uppfördes och invigdes 1914. Kvarnen revs på mitten av 1880-talet och kallas enligt vissa källor "Starcken". På 1855 och 1867 års karta återfinns ännu en kvarn strax norr om berget, men vid tiden för Heinrich Neuhaus 1870-tals panorama över staden så var den antagligen försvunnen.
Den södra kvarnen var en holländare som byggdes 1805 av snickaråldermannen Johan Starck, efter tillstånd av Gustav IV Adolf. Kvarnen kallades efter sin upphovsman för ”Starckan” och ibland även ”Eriksbergskvarnen” efter platsen där den stod. Den revs i maj 1889; innan dess hann konstnären och arkitekten Albert Theodor Gellerstedt skapa flera akvareller av båda kvarnarna och deras lantliga omgivning. 
År 1880 fanns ännu ett tjugotal väderkvarnar på Stockholms malmar. Kring sekelskiftet 1900 hade stadens svårbebyggda höjder, där många väderkvarnarna stod, börjat omvandlas till parker och då var samtliga kvarnar rivna eller flyttade. En av de sista kvarnarna som revs var Holländskan på Södermalm, som försvann 1894.

## Gellerstedts akvareller

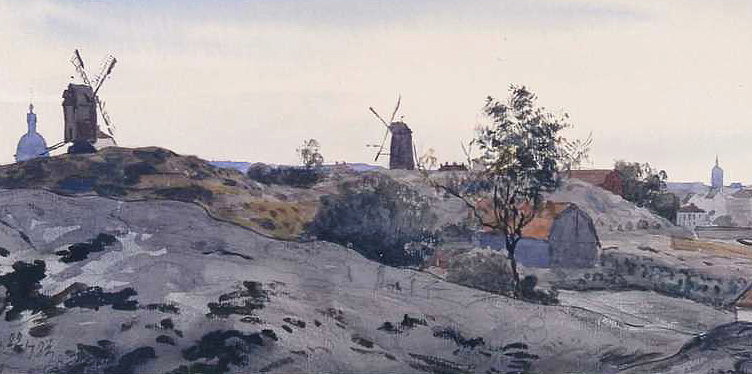
Stolpkvarnen Engelbrektskvarnen (t.v.) och holländaren "Starckan", 1878.
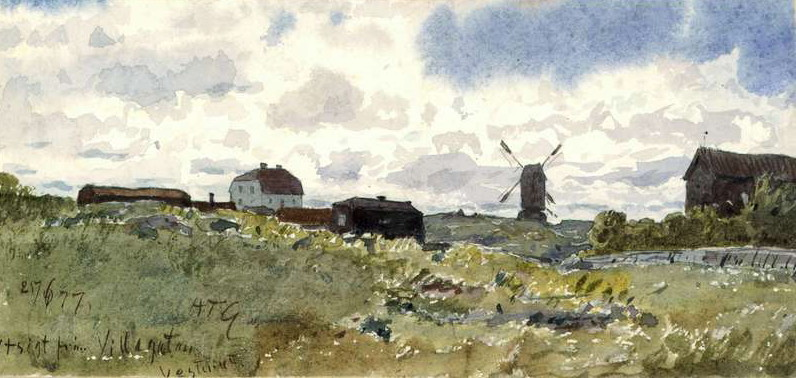
Vy från Villagatan västerut, med stolpkvarnen, 1877.
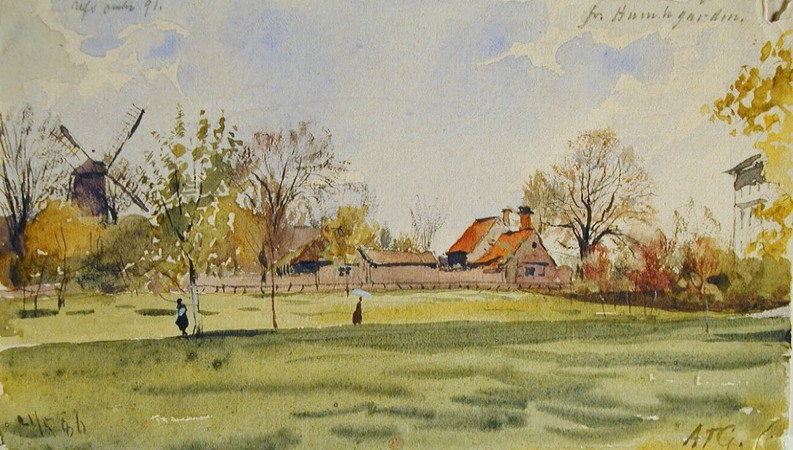
Vy från Humlegården med "Starkan", 1886.